# Кёрбер, Курт
Курт Кёрбер (нем. Kurt Körber; 7 сентября 1909, Берлин — 10 августа 1992, Гамбург) — германский предприниматель, меценат, общественный деятель.
В 1947 году в Бергедорфе он создал Hauni Maschinenbaufabrik Koerber & Co GmbH.
Фирма стала признанным лидером на мировом рынке оборудования для табачной промышленности.
В 70-е годы в состав предприятия стали входить производители из других отраслей, а в 1987 году фирму Hauni преобразовали в машиностроительный концерн Koerber AG, производящий широкий спектр оборудования для различных отраслей промышленности.
Фонд Körber-Stiftung поддерживает сотни проектов в сфере искусства, науки и политической жизни, направленных на содействие демократизации общества и взаимопониманию между народами.